# Haplophthalmus stygiragus
Haplophthalmus stygiragus är en kräftdjursart som beskrevs av Albert Vandel1955. Haplophthalmus stygiragus ingår i släktet Haplophthalmus och familjen Trichoniscidae. Inga underarter finns listade i Catalogue of Life.